# Књижевни водич кроз Београд
Књижевни водич кроз Београд је књига коју је 13. новембра 2015. године објавио српски књижевник Јово Анђић у издању издавачке куће Лагуна.

## О аутору
Јово Анђић (Титово Ужице, 1953 је  српски књижевник који је у  Београду је дипломирао на Природно-математичком факултету: Група географија, смер туризам. По завршетку факултета краће време живео и радио у Паризу.
После вишегодишњег рада у туризму посвећено се бавио културним наслеђем што је крунисао покретањем и утемељивањем манифестације „Дани европске баштине“ у Београду и Србији 2002. године. Истовремено писао текстове из области туризма, економије и културе, и путописе у недељним новинама, магазинима и стручним часописима, као и сценарија за радио и телевизију. Оснивач је Центра за културне иницијативе „Култура“.

## О делу
Књижевни водич кроз Београд обухвата приче о интимним и стваралачким судбинама двадесет четири писца кроз које је испричана историја Београда као града великих књижевника. Повезаност писаца са Београдом и трајност њиховог утицаја на идентитет града исказана је колико обимном фактографијом и приповедањем о животу и раду писаца толико и пажљивим одабиром извода из дела којима се завршава свако поглавље: прозних одломака и стихова посвећених Београду који откривају аутентичност доживљаја града у којем је аутор испунио своју судбину.
Као обиман извор биобиблиографских детаља, Књижевни водич кроз Београд драгоцен је свим изучаваоцима српске књижевности и историје, како ученицима и студентима тако и стручњацима. Будући да садржи и прецизне мапе и неколико стотина фотографија и топографских одредница, представља изванредан водич за кретање кроз савремени Београд и упознавање са његовом књижевном и културном историјом.
Посебну вредност Водича чине тачке укрштања, односно места сусрета писаца у београдском времену и простору која су истакнута у посебној мапи (институције, кафане, паркови, шеталишта, обале...) Издваја се и јединствен подухват мапирања Новог гробља на којем су се завршиле животне стазе писаца, чиме је поштоваоцима београдских књижевника омогућено да посете њихова уточишта.
Ова књига на сајту издавачке куће Лагуна описана је да представља репрезентативан документ о Београду као граду великих писаца, изванредном споју књижевно-историјског прегледа и водича кроз Београд који обухвата време од Доситеја Обрадовића до данас.

### Књижевници
У књизи су споменути следећи књижевници : 
- Доситеј Обрадовић
- Ђура Јакшић
- Јован Јовановић Змај
- Стеван Сремац
- Јанко Веселиновић
- Бранислав Нушић
- Борисав Станковић
- Исидора Секулић
- Милица Јаковљевић Мирјам
- Станислав Винавер
- Иво Андрић
- Милош Црњански
- Растко Петровић
- Бранко Ћопић
- Добрица Ћосић
- Душан Радовић
- Слободан Марковић
- Милорад Павић
- Александар Поповић
- Борислав Пекић
- Светлана Велмар-Јанковић
- Бранко Миљковић
- Данило Киш
- Момо Капор